# Pierre Rias
Pierre Rias, né le 27 janvier 1941 à Lyon et mort le 8 juin 2008 à Champagneux, est un spéléologue français.
Pierre Rias a notamment dirigé et animé le groupe spéléo Vulcain (Lyon), et participé au record du monde de profondeur spéléo au gouffre Jean-Bernard à Samoëns. Pierre Rias a également été à l'instigation de l'organisation des secours spéléo en France.
Pierre Rias est l'auteur de deux ouvrages qui retracent des pans de l'exploration du gouffre Jean-Bernard, dans les années 1980-1990.
Pierre Rias a longtemps tenu le gîte de la Batteuse à Saint-Martin-en-Vercors. 

## Éléments de biographie spéléo
- Rédacteur de l’Écho des Vulcain de 1963 à 1970
- Rédacteur du bulletin du Comité départemental de spéléologie du Rhône de 1963 à 1967
- Président puis coanimateur du groupe Vulcain de 1963 à 1979
- Président du Comité départemental de spéléologie du Rhône de 1972 à 1975
- Organisateur des stages de moniteurs à l'École française de spéléologie (EFS) de 1972 à 1974
- Instructeur à l'EFS à partir de 1972
- Organisateur des grosses sorties du Comité départemental de spéléologie du Rhône de 1975 à 1979 (gouffre Berger, La Coume, La Dent de Crolles, Saint-Marcel)
- Président cofondateur du secours spéléo de 1977 à 1986
- Conseiller technique départemental secours spéléo de la Drôme de 1990 à 2004
- Conseiller technique départemental adjoint secours spéléo de la Drôme à partir de 2004
- Délégué régional Rhône-Alpes FFS de 1975 à 1977
- Vice-Président du Festival international du film spéléologique à la Chapelle-en-Vercors de 1980 à 1982
- Organisateur, en 1981, de l'expédition au gouffre Jean Bernard pendant laquelle le record du monde de profondeur spéléo avait été battu.
- Auteur de - 1455 mètres et après ? [1]
- Coauteur de Le Gouffre Jean-Bernard -1 602 m [2]
- Directeur cofondateur du Centre national de spéléologie de 1982 à 1986
- Cofondateur du Syndicat national des professionnels de la spéléologie et du canyon ; trésorier et commission assurance de 1989 à 1998
- Brevet d’État d'éducateur sportif en spéléologie à partir de 1994 et UV canyon à partir de 1997
- Président de la commission professionnelle de la FFS

### liens externes
- (fr) Letrône, M. (2008) - « Pierrot Rias. 27 janvier 1941 - 8 juin 2008 », ANAR Bull' no 24, ANAR-FFS, Lyon p. 8